# Татјана Лисенко
Татјана Викторовна Лисенко (рус. Татья́на Ви́кторовна Лысе́нко; Батајск, 9. октобар 1983) руска је атлетска атлетичарка чија специјалност је бацање кладива. Заслужни мајстор спорта Русије. Вишеструка је светска, олимпијска и руска рекордерка као и олимпијска победница на Олимпијским играма 2012. у Лондону.

## Каријера
Први пут је оборила светски рекорд у бацању кладива 15. јула 2005. године, са постигнутих 77,06 метара. Касније је и тај рекорд био оборен, али га је вратила 15. августа 2006. Међутим 2007. године била је позитивна на допинг контроли због чега јој је поништен рекорд од 78,61 метара постигнут у Сочију. Ипак, вратила се на такмичења 2009. године, када је поново била прва у првенству Русије.
Највећи успех постигла је на ОИ у Лондону. Поред тога што је освојила златну медаљу, оборила је и олимпијски рекорд са 78,18 метара.
У мају 2016. поново су тестирани њени узорци са Летњих олимпијских игара 2012. када су били позитивни. Тада су јој одузете олимпијска и медаља са СП 2013. Због допинга је такође добила забрану бављења спортом у трајању од осам година.

## Одликовања
Указом председника Руске Федерације, одликована је Орденом пријатељства 2012. године.

## Значајнији резултати
| Год.   | Такмичење                           | Место                         | Пласман | Резултат   | Детаљи                                |
| Русија | Русија                              | Русија                        | Русија  | Русија     | Русија                                |
| ------ | ----------------------------------- | ----------------------------- | ------- | ---------- | ------------------------------------- |
| 2003.  | Европско првенство младих           | Бидгошч, Пољска               | 5.      | 64,48      |                                       |
| 2003.  | Универзијада                        | Тегу, Јужна Кореја            | 5.      | 62,04      |                                       |
| 2003.  | Светске војне игре                  | Катанија, Италија             |         | 56,50      |                                       |
| 2004   | Олимпијске игре                     | Атина, Грчка                  | 19.     | 66,82      |                                       |
| 2005.  | Светско првенство                   | Хелсинки, Финска              |         | 72,46      |                                       |
| 2005.  | Светско атлетско финале             | Сомбатхељ, Мађарска           | 4.      | 72,34      |                                       |
| 2006.  | Суперлига европског купа            | Малага, Шпанија               |         | 76,50      |                                       |
| 2006.  | Европско првенство                  | Гетеборг, Шведска             |         | 76,67 =РЕП |                                       |
| 2006.  | Светски куп                         | Атина, Грчка                  |         | 74,44      |                                       |
| 2007.  | Зимски куп Европе                   | Јалта, Украјина               |         | 72,05      |                                       |
| 2009.  | Светско првенство                   | Берлин, Немачка               | 6.      | 72,22      |                                       |
| 2010   | Зимски куп Европе                   | Арл, Француска                |         | 69,11      |                                       |
| 2010   | Европско првенство                  | Барселона, Шпанија            |         | 75,65      | Архивирано на веб-сајту (9. јун 2012) |
| 2010   | Континентални куп                   | Сплит, Хрватска               |         | 73,88      |                                       |
| 2011   | Зимски куп Европе                   | Софија, Бугарска              |         | 73,70      |                                       |
| 2011   | Европско екипно првенство Суперлига | Стокхолм, Шведска             |         | 71,44      |                                       |
| 2011   | Светско првенство                   | Тегу, Јужна Кореја            |         | 77,13      |                                       |
| 2012   | Зимски куп Европе                   | Бар, Црна Гора                |         | 72,87      |                                       |
| 2012   | Олимпијске игре                     | Лондон, Уједињено Краљевство  | DQ      | 78,18 ОР   |                                       |
| 2013   | Зимски куп Европе                   | Кастељон де ла Плана, Шпанија |         | 71,54      |                                       |
| 2013   | Светско првенство                   | Москва, Русија                | DQ      | 78,80 РСП  |                                       |